# Episodi di Balki e Larry - Due perfetti americani (sesta stagione)
La sesta stagione della serie televisiva Balki e Larry - Due perfetti americani è stata trasmessa in anteprima negli Stati Uniti d'America dalla ABC tra il 28 settembre 1990 e il 3 maggio 1991.
| nº | Titolo originale                   | Titolo italiano | Prima TV USA      | Prima TV Italia |
| -- | ---------------------------------- | --------------- | ----------------- | --------------- |
| 1  | Safe at Home                       |                 | 28 settembre 1990 |                 |
| 2  | New Kid on the Block               |                 | 5 ottobre 1990    |                 |
| 3  | The Breakup                        |                 | 12 ottobre 1990   |                 |
| 4  | A Horse Is a Horse                 |                 | 19 ottobre 1990   |                 |
| 5  | Family Feud                        |                 | 26 ottobre 1990   |                 |
| 6  | Call Me Indestructible             |                 | 2 novembre 1990   |                 |
| 7  | The Men Who Knew Too Much (Part 1) |                 | 9 novembre 1990   |                 |
| 8  | The Men Who Knew Too Much (Part 2) |                 | 16 novembre 1990  |                 |
| 9  | The Ring                           |                 | 23 novembre 1990  |                 |
| 10 | Black Widow                        |                 | 30 novembre 1990  |                 |
| 11 | The Sunshine Boys                  |                 | 7 dicembre 1990   |                 |
| 12 | Hocus Pocus                        |                 | 28 dicembre 1990  |                 |
| 13 | Finders Keepers                    |                 | 4 gennaio 1991    |                 |
| 14 | Grandpa                            |                 | 11 gennaio 1991   |                 |
| 15 | Little Apartment of Horrors        |                 | 18 gennaio 1991   |                 |
| 16 | I Saw This on TV                   |                 | 1º febbraio 1991  |                 |
| 17 | Speak, Memory                      |                 | 8 febbraio 1991   |                 |
| 18 | Out of Sync                        |                 | 15 febbraio 1991  |                 |
| 19 | See How They Run                   |                 | 22 febbraio 1991  |                 |
| 20 | Climb Every Billboard              |                 | 15 marzo 1991     |                 |
| 21 | A Catered Affair                   |                 | 22 marzo 1991     |                 |
| 22 | Duck Soup                          |                 | 5 aprile 1991     |                 |
| 23 | Great Balls of Fire                |                 | 26 aprile 1991    |                 |
| 24 | See You in September               |                 | 3 maggio 1991     |                 |